# جرج الری هیل
جرج الری هیل (انگلیسی: George Ellery Hale؛ ۲۹ ژوئن ۱۸۶۸ – ۲۱ فوریهٔ ۱۹۳۸) یک ستاره‌شناس، اخترفیزیک‌شناس و روزنامه‌نگار اهل ایالات متحده آمریکا بود.
وی برنده جوایزی همچون مدال کاپلی شده است.